# 班達德爾里奧薩利

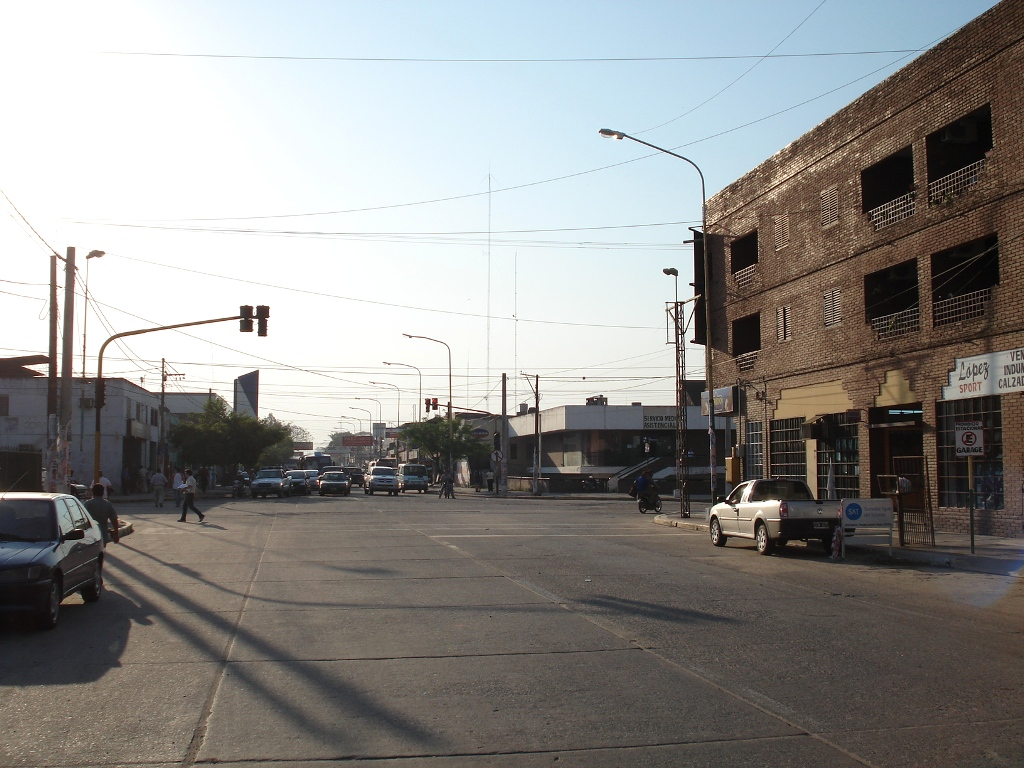
班達德爾里奧薩利

班達德爾里奧薩利（西班牙語：Banda del Río Salí），是阿根廷的城鎮，位於該國北部圖庫曼省，是上克魯斯縣的首府，始建於1972年7月4日，海拔高度425米，該地區的地震活動頻繁和低強度，2010年人口63,226。
26°50′S 65°10′W / 26.833°S 65.167°W